# Міжнародна асоціація котів
Міжнародна асоціація котів (The International Cat Association, TICA) — фелінологічна організація, що заснована у 1979 році в США, а згодом поширилася у всьому світі. Організація має великий котячий реєстр, який збирає генетичні дані як від котів змішаних порід, так і від племінних котів. TICA є одним з провідних організаторів виставок котів у світі та одним з 9 членів Всесвітнього фенологічного конгресу.

## Діяльність
Основні напрямки діяльності асоціації включають:
- ведення реєстру атестованих родоводів;
- організація виставок котів;
- сприяння комунікації між заводчиками як у США, так і в інших країнах;
- створення фундаменту для ветеринарних досліджень, а також для створення та розповсюдження інформаційного матеріалу про здоров'я котів.

## Виставки котів
Міжнародна асоціація котів керує набором правил та дозволів для організації численних виставок котів у 104 країнах. Сезон виставок котів TICA триває щороку з 1 травня по 30 квітня, і всі заходи відкриті для громадськості.
Під час виставки котів судді, які сертифіковані TICA, оцінюють котів за родоводом відповідно до стандартів породи. Щодо змішаних котів то вони оцінюються відповідно до загального стану здоров'я, зовнішнього вигляду та поведінки.